# Bebe Neuwirth
Beatrice 'Bebe' Neuwirth (Princeton, 31 december 1958) is een Amerikaanse actrice. Ze speelde in onder meer tachtig afleveringen in de comedyserie Cheers als Dr. Lilith Sternin-Crane, de stoïcijnse echtgenote van het door Kelsey Grammer gespeelde hoofdpersonage Frasier Crane. Hoewel Neuwirths personage verhaaltechnisch ook meeverhuisde naar de spin-off Frasier, kwam ze gedurende de elf seizoenen dat deze serie liep hierin niet meer dan twaalf afleveringen daadwerkelijk in beeld.
Neuwirth won met haar rol in Cheers tweemaal de Primetime Emmy Award voor beste vrouwelijke bijrol in een comedyserie. Daarnaast werd ze voor een derde Emmy genomineerd in de categorie 'bijrol', voor haar vertolking van diezelfde Lilith in Frasier. Neuwirth was oorspronkelijk een danseres. Haar talenten in die richting hielpen haar in 1986 bij het winnen van een Tony Award voor haar aandeel in het stuk Sweet Charity (als Nicky) en in 1997 bij het winnen van een tweede voor haar rol als Velma Kelly in Chicago.

## Filmografie
*Exclusief televisiefilms
| - Jumanji: The Next Level (2019) - Fame (2009) - Adopt a Sailor (2008) - Game 6 (2005) - The Big Bounce (2004) - Le divorce (2003) - How to Lose a Guy in 10 Days (2003) - The Adventures of Tom Thumb & Thumbelina (2002, stem) - Tadpole (2002) - An Extremely Goofy Movie (2000, stem) - Liberty Heights (1999) - Summer of Sam (1999) - Getting to Know You (1999) | - An All Dogs Christmas Carol (1998, stem) - The Faculty (1998) - Celebrity (1998) - The Associate (1996) - The Adventures of Pinocchio (1996) - All Dogs Go to Heaven 2 (1996, stem) - Jumanji (1995) - The Paint Job (1993) - Malice (1993) - Bugsy (1991) - Green Card (1990) - Say Anything... (1989) |

## Televisieseries
*Exclusief eenmalige gastrollen
- Madam Secretary - Nadine Tolliver (2014-...)
- Blue Bloods - Kelly Peterson (2013-...)
- The Good Wife - Claudia Friend (2012-2013, drie afleveringen)
- Bored to Death - Caroline Taylor (2009-2011, drie afleveringen)
- Law & Order: Trial by Jury - Tracey Kibre (2005-2006, dertien afleveringen)
- Frasier - Dr. Lilith Sternin (1994-2003, twaalf afleveringen)
- Cyberchase - stem Binky the Cat (2002-2003, twee afleveringen)
- Hack - Faith O'Connor (2003, vijf afleveringen)
- Deadline - Nikki Masucci (2000-2001, dertien afleveringen)
- All Dogs Go to Heaven: The Series - stem Annabelle (1996-1998, vijf afleveringen)
- Aladdin - stem Mirage (1994-1995, zes afleveringen)
- The Adventures of Pete & Pete - Postbode (1994, twee afleveringen)
- Wild Palms - Tabba Schwartzkopf (1993, vijf afleveringen)
- Cheers - Lilith Sternin-Crane (1986-1993, tachtig afleveringen)

## Trivia
- Neuwirth kroop ook eenmalig in de rol van Lilith Stern voor een gastoptreden in de televisieserie Wings.

## Privé
Neuwirth trouwde in 2009 met Chris Calkins, haar tweede echtgenoot. Eerder was ze van 1984 tot en met 1991 getrouwd met Paul Dorman.
- Biblioteca Nacional de España: XX1296734
- Bibliothèque nationale de France: cb14210860b (data)
- Gemeinsame Normdatei: 1011885387
- International Standard Name Identifier: 0000 0001 1944 5921
- Library of Congress Control Number: n85194032
- MusicBrainz: c2386b28-3331-4ad0-935e-14d4b657f842
- Nationale Bibliotheek van Israël: 987007431255605171
- Nationale Bibliotheek van Polen: a0000001633070
- Système universitaire de documentation: 197351352
- Virtual International Authority File: 42051693
- WorldCat: E39PBJdrFcHbypYVHWX6PcR7pP